# Zoutgravertje
Het zoutgravertje (Dyschirius salinus) is een keversoort uit de familie van de loopkevers (Carabidae). De wetenschappelijke naam van de soort werd in 1843 gepubliceerd door Hermann Rudolf Schaum. De soort wordt ook wel in het geslacht Dyschiriodes geplaatst.